# John Charles Herries
John Charles Herries (1778 – 24. dubna 1855, St Julian, Kent, Anglie) byl britský politik, dlouholetý poslanec Dolní sněmovny za stranu toryů. Od mládí působil v ekonomické správě, později v několika vládách zastával různé funkce, mimo jiné byl ministrem financí a ministrem obchodu.

## Životopis
Pocházel z londýnské obchodnické rodiny původem ze Skotska, byl synem Charlese Herriese, zakladatele banky Herries and Company. Studoval na univerzitě v Lipsku a od roku 1798 pracoval na ministerstvu financí. Později byl tajemníkem ministrů Nicholase Vansittarta a Spencera Percevala, v roce 1811 byl krátce inspektorem armádního účetnictví, v různých funkcích několikrát působil také v Irsku. V letech 1823-1827 byl státním podtajemníkem na ministerstvu financí a v letech 1823–1841 také poslancem Dolní sněmovny za stranu toryů. V letech 1827–1828 byl ministrem financí a od roku 1827 též členem Tajné rady. Ve Wellingtonově vládě přijal nižší funkci nejvyššího mincmistra (Master of the Mint, 1828–1830), před pádem Wellingtonova kabinetu byl krátce též ministrem obchodu (1830). V druhé Wellingtonově vládě byl státním podsekretářem války (1834–1835), později byl komisařem státního výboru pro rozvoj Londýna (1842–1851). Na přání lorda Stanleye měl ve čtyřicátých letech převzít vedení konzervativců v Dolní sněmovně (od roku 1847 byl znovu poslancem), ale postupně byl zastíněn Benjaminem Disraelim. V roce 1852 byl krátce prezidentem kontrolního úřadu Východoindické společnosti. Odmítl přijmout spoluzodpovědnost za státní rozpočet předložený ministrem financí Disraelim a z vlády odstoupil. Jeho rezignace se krátce nato stala příčinou pádu celé vlády 14. hraběte z Derby. Do srpna 1853 zůstal poslancem Dolní sněmovny, poté dožil v soukromí.
S manželkou Sarah Dorington měl šest dětí. Syn Charles John Herries (1815–1883) byl v letech 1877–1881 prezidentem úřadu pro domácí důchod.